# Coptops
Coptops is een kevergeslacht uit de familie van de boktorren (Cerambycidae). De wetenschappelijke naam van het geslacht werd voor het eerst geldig gepubliceerd in 1835 door Audinet-Serville.

## Soorten
Coptops omvat de volgende soorten:
- Coptops europae Breuning, 1966
- Coptops aedificator (Fabricius, 1793)
- Coptops alboirrorata Fuchs, 1966
- Coptops albonotata (Pic, 1917)
- Coptops andamanica Breuning, 1935
- Coptops annamensis Breuning, 1938
- Coptops annobonae Aurivillius, 1910
- Coptops annulipes Gahan, 1894
- Coptops brunnea Breuning, 1936
- Coptops cameroni Breuning, 1978
- Coptops curvatosignata Pu, 1992
- Coptops diversesparsa (Pic, 1917)
- Coptops humerosus Fairmaire, 1871
- Coptops hypocrita Lameere, 1892
- Coptops illicita Pascoe, 1865
- Coptops intermissa Pascoe, 1883
- Coptops japonica Breuning, 1936
- Coptops leucostictica White, 1858
- Coptops lichenea Pascoe, 1865
- Coptops liturata Klug, 1833
- Coptops marmorea Breuning, 1939
- Coptops mindanaonis Breuning, 1980
- Coptops mourgliai Villiers, 1974
- Coptops nigropunctatus Fairmaire, 1871
- Coptops ocellifera Breuning, 1965
- Coptops pacificus Breuning, 1968
- Coptops pardalis (Pascoe, 1862)
- Coptops pascoei Gahan, 1894
- Coptops penghuensis Yamasako & Lin, 2010
- Coptops purpureomixta (Pic, 1926)
- Coptops robustipes (Pic, 1925)
- Coptops rufa Thomson, 1878
- Coptops rugosicollis Breuning, 1968
- Coptops semiscalaris (Pic, 1928)
- Coptops senegalensis Breuning, 1968
- Coptops similis Breuning, 1935
- Coptops szechuanica Gressitt, 1951
- Coptops tetrica (Newman, 1842)
- Coptops thibetanus Breuning, 1974
- Coptops undulata Pascoe, 1865
- Coptops variegata Breuning, 1938
- Coptops vomicosa (Pascoe, 1862)